# Nephrotoma drakanae
Nephrotoma drakanae is een tweevleugelige uit de familie langpootmuggen (Tipulidae). De soort komt voor in het Palearctisch gebied.